# いちたになな
いちたに なな（2000年9月22日 - ）は、宮崎県を拠点に活動しているシンガーソングライター、ラジオパーソナリティ、テゲバジャーロ宮崎スタジアムDJ。

## 来歴・人物
2000年9月22日、宮崎県宮崎市生まれ。祖父の影響を受け、小学4年頃からギターを弾き始める。趣味は犬の散歩。
宮崎県立宮崎大宮高等学校普通科、宮崎大学地域資源創成学部卒業。
2018年、『バラエティ開拓バラエティ 日村がゆく』（AbemaTV）での企画「高校生フォークソングGP」で2nd season 第1回グランプリ、グランドチャンピオンを獲得。
2022年4月より、テゲバジャーロ宮崎のスタジアムDJを担当している。

## 現在の担当番組

### テレビ
4時どき！（UMKテレビ宮崎、水曜レギュラー）
KICK OFF MIYAZAKI（UMKテレビ宮崎）
LINK（UMKテレビ宮崎、スポーツコーナー）

### ラジオ
- 「＃月曜ぷぷぷ」（宮崎サンシャインエフエム、月曜 20:00）
- 「いちたにななの7 colors music」（MRT宮崎放送、月曜 12:00）
- 「テゲバRADIO〜Jでの挑戦〜」（宮崎サンシャインエフエム、木曜 20:00）